# 任容萱
任容萱（キミ・レン、1988年11月22日 - ）は台湾の女優。女性グループS.H.Eのメンバー任家萱は実姉。

## 来歴
- 2022年7月30日、Instagramで自身の卵子凍結保存を発表[1]。

## 出演作品

### ドラマ
- 終極三國（2009） - ディアオチャン（貂蟬） 役
- 珍愛林北（2011） - リン・チエンユー（林千羽） 役
- 勇士們（2011） - ワン・シャオタオ（王小桃） 役
- 為愛固執（2011） - ディン・イーズー（丁以紫） 役
- 我的自由時代（2013） - リン・ジャエン（林嘉恩） 役
- 七個朋友（2014） - チュ・シントン（屈心彤） 役
- 幸せが聴こえる（2015） - チェン・ユーシー（陳禹希）、リャン・ルオハン（梁洛涵） 役
- 超級 大英雄～遥かなる時空を超えて～（2015） - モー・ハン（莫涵） 役
- 深夜食堂 中国版（2017） - ヤン・イン（楊穎） 役
- 覆活（2020） - 畢克葳 役

### CM/イメージキャラクター
- 2024年　三国群英伝[2]